# Bowthorpe Oak

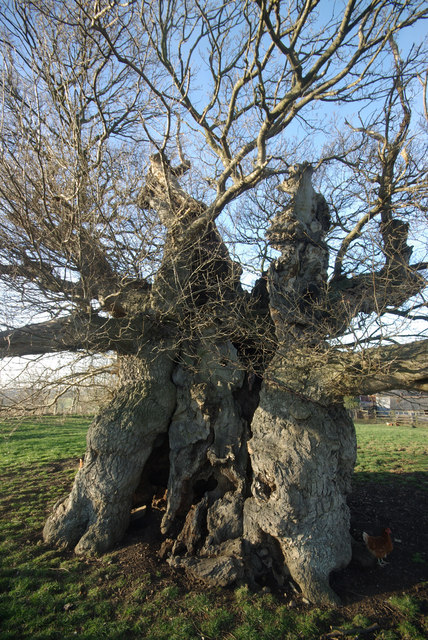
Bowthorpe Eiche

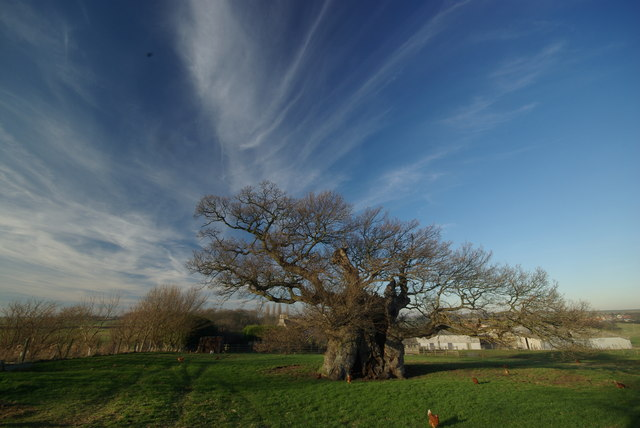
Bowthorpe Eiche

Bowthorpe Oak, auch Manthorpe Oak, ist eine Jahrhunderte alte Stieleiche in der Nähe von Bourne (Lincolnshire) in England. Ihr Stammumfang beträgt 13,16 Meter, ihre Höhe etwa 12 Meter. Ihr Alter wird auf 1000 Jahre geschätzt.